# Rasim Ljajić

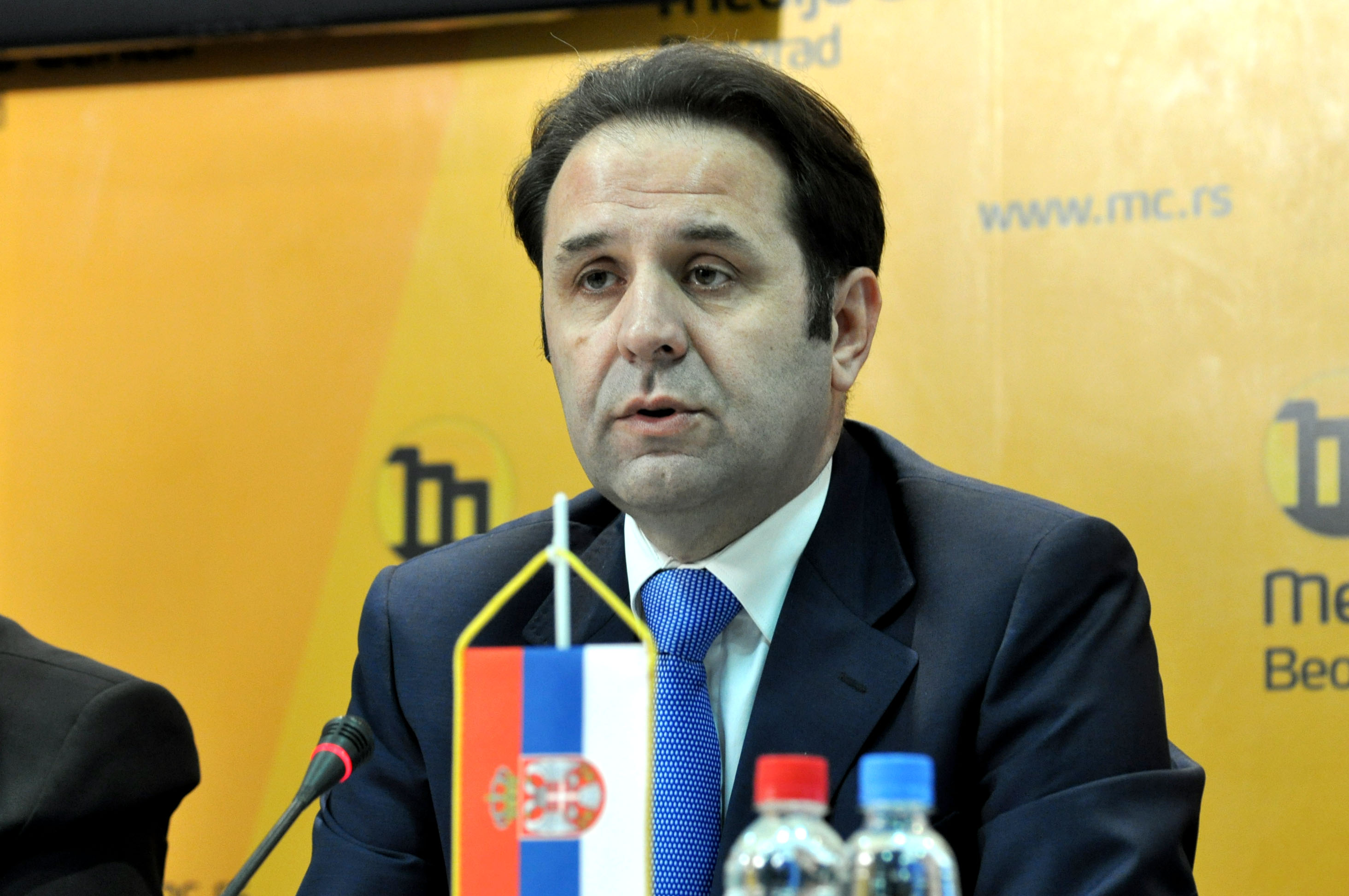
Rasim Ljajić

Rasim Ljajić (kyrillisch Расим Љајић; * 28. Januar 1964 in Novi Pazar, SFR Jugoslawien) ist ein serbischer Politiker. Er ist der Präsident der Sozialdemokratischen Partei Serbien und ehemaliger Präsident  der Demokratischen Partei des Sandžak, bosniakischer Volkszugehörigkeit. Zudem war er stellvertretender Ministerpräsident der serbischen Regierung.

## Leben
Ljajić wurde am 28. Januar 1964 in Novi Pazar geboren. Dort
beendete er die Grundschule und das Gymnasium. Das Studium an der Medizinischen Fakultät beendete er in Sarajevo. Zwischen 1989 und 2000 arbeitete er als Reporter für zahlreiche Tageszeitungen und Zeitschriften in den Gebieten der ehemaligen SFRJ.
Seine politische Karriere begann 1990, als er zum Generalsekretär der SDA Sandžak gewählt wurde. Im Jahr 1994 wurde er zum Präsidenten der Koalition Sandžak, die im Jahr 2000 in Demokratische Partei des Sandžak umbenannt wurde, gewählt.
Im März 2003 wurde er zum Minister für Menschen und Minderheitenrechte in den Ministerrat von Serbien und Montenegro gewählt. Von 2003 bis 2006 führte er die Position des Co-Vorsitzenden des gemischten Ausschusses für wirtschaftliche Zusammenarbeit mit vielen arabischen Ländern aus. Im Juli 2004 wurde er Präsident des Nationalrates für die Zusammenarbeit mit dem Internationalen Strafgerichtshof für das ehemalige Jugoslawien und im Juli 2006 zum Koordinator für die Umsetzung des Aktionsplans für die Zusammenarbeit mit dem Internationalen Strafgerichtshof für das ehemalige Jugoslawien ernannt. Wegen der damals erfolglosen Suche nach dem Kriegsverbrecher Ratko Mladić trat er Ende 2009 zurück. Von September 2005 bis Juli 2008 war er Präsident der Koordinierungsstelle für Presevo, Bujanovac und Medvedja. Von 2008 bis 2012 war er Minister für Arbeit und sozialen Fragen. Von 2012 bis 2014 war er  Minister für Außen- und Innenhandel und Telekommunikation. Von 2014 bis 2020 war er stellvertretender Ministerpräsident der serbischen Regierung und Minister für Handel, Tourismus und Telekommunikation.
2004 wurde Ljajić vom Nachrichtenmagazin Vreme zur Person des Jahres 2004 gewählt.